# مطار لونغ جينج
مطار لونغ جينج (إيكاو: WBGE) يقع في لونغ جينج، ماليزيا . لا يوجد رحلات مجدولة في هذا المطار.